# Письмаківка
Письмакі́вка — село в Україні, у Берестинському районі Харківської області. Населення становить 10 осіб. До 2020 орган місцевого самоврядування — Чернещинська сільська рада.
Після ліквідації Зачепилівського району 19 липня 2020 року село увійшло до Красноградського (Берестинського) району.

## Географія
Село Письмаківка знаходиться у верхів'ї балки Московка по якій протікає пересихаючий струмок з загатами. Село розташоване між річками Орчик та Берестова (8 км), на відстані 4 км знаходиться село Педашка Перша.

## Історія
- 1750 - дата заснування.

## Населення
Згідно з переписом УРСР 1989 року чисельність наявного населення села становила 44 особи, з яких 19 чоловіків та 25 жінок.
За переписом населення України 2001 року в селі мешкало 9 осіб. 100 % населення вказало своєю рідною мовою українську мову.

## Економіка
- Молочно-товарна ферма.